# Carcinoecetes mithraxi
Carcinoecetes mithraxi is een soort in de taxonomische indeling van de Myzozoa, een stam van microscopische parasitaire dieren. Het organisme komt uit het geslacht Carcinoecetes en behoort tot de familie Porosporidae. Carcinoecetes mithraxi werd in 1951 ontdekt door G.H. Ball.